# Oreopanax schultzei
Oreopanax schultzei är en araliaväxtart som beskrevs av Hermann Harms. Oreopanax schultzei ingår i släktet Oreopanax och familjen Araliaceae. Inga underarter finns listade.